# Nhóm chuyên viên về Địa danh Liên Hợp Quốc

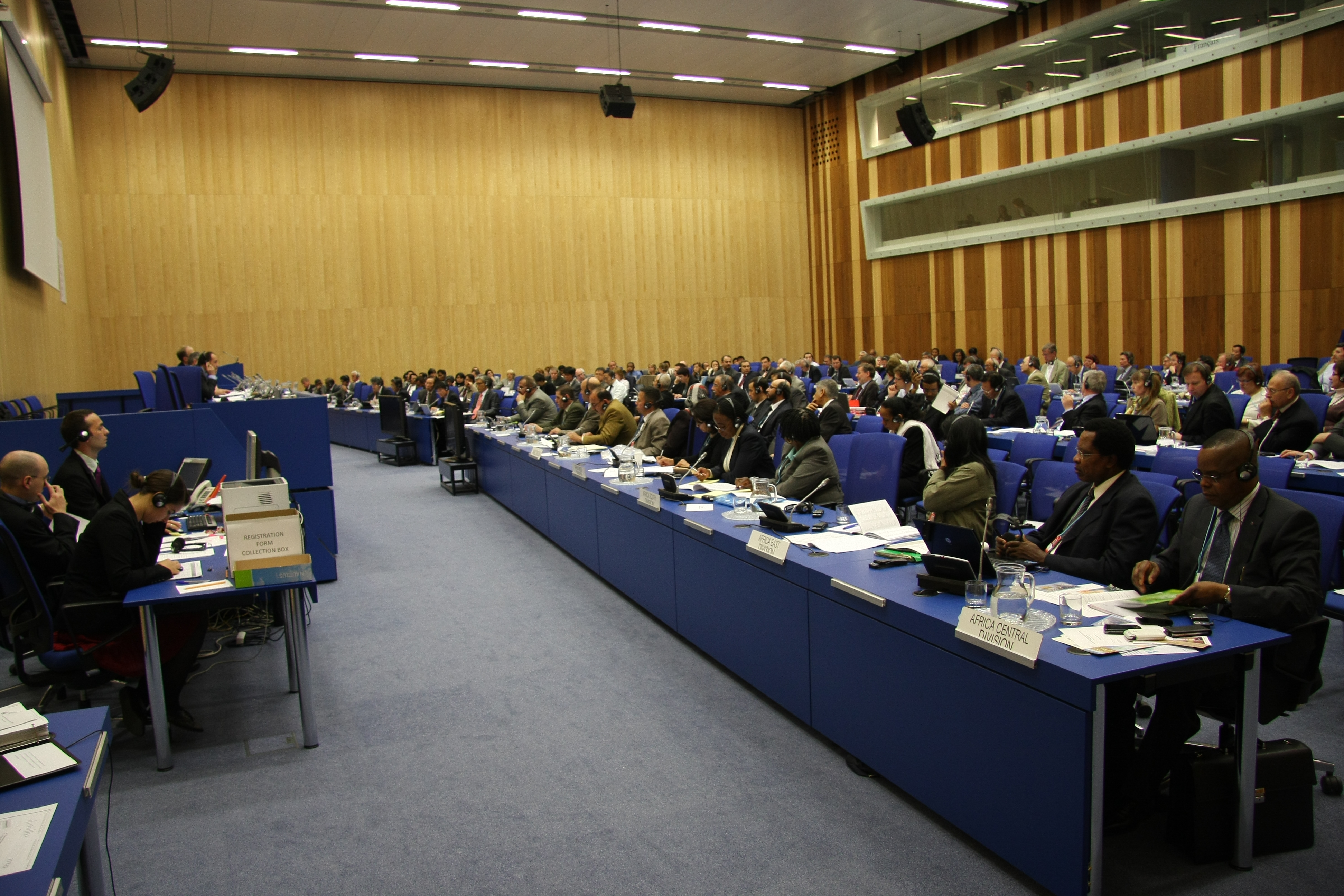
Hội nghị UNGEGN thứ 26, 2–6 tháng 5 năm 2011, tại trụ sở Liên Hợp Quốc tại Vienna

Nhóm chuyên viên về Địa danh Liên Hợp Quốc viết tắt là UNGEGN (tiếng Anh: United Nations Group of Experts on Geographical Names) là một trong bảy nhóm chuyên gia của Hội đồng Kinh tế và Xã hội Liên Hợp Quốc (ECOSOC) đảm trách giao dịch với các tiêu chuẩn quốc gia và quốc tế về tên địa lý .
UNGEGN tổ chức 5 năm một kỳ Hội nghị Liên Hợp Quốc về tiêu chuẩn hóa địa danh (United Nations Conference on the Standardization of Geographical Names).

## Lịch sử
Vấn đề cách viết chuẩn tên địa lý đã được đưa ra ở ngành Bản đồ của Hội đồng Kinh tế và Xã hội Liên Hợp Quốc vào cuối những năm 1940. Trong các năm 1950 nó đã được thảo luận, và để đáp ứng với nghị quyết 715A (XXVII) năm 1959 của ECOSOC, cuộc họp đầu tiên của nhóm chuyên gia đã được triệu tập tại thành phố New York vào năm 1960. Nhóm này khuyến cáo cần tổ chức một Hội nghị Liên Hợp Quốc về tiêu chuẩn hóa các tên gọi địa lý. Năm 1967 hội nghị đã diễn ra tại Geneva, với sự khẳng định rằng tiêu chuẩn quốc gia nên thực hiện trên cơ sở tiêu chuẩn hóa quốc tế .

## Hoạt động
UNGEGN hiện có 24 Ban đảm trách công việc trong và giữa các kỳ họp.
| Ban                                       | Tên tiếng Anh                                      |
| ----------------------------------------- | -------------------------------------------------- |
| Ban Trung Phi                             | Africa Central Division                            |
| Ban Đông Phi                              | Africa East Division                               |
| Ban Nam Phi                               | Africa South Division                              |
| Ban Tây Phi                               | Africa West Division                               |
| Ban tiếng Ả Rập                           | Arabic Division                                    |
| Ban Á Đông (trừ Trung Quốc)               | Asia East Division (other than China)              |
| Ban Đông Nam Á và Tây Nam Thái Bình Dương | Asia South-East and Pacific South-West Division    |
| Ban Tây Nam Á (trừ tiếng Ả Rập)           | Asia South-West Division (other than Arabic)       |
| Ban Baltic                                | Baltic Division                                    |
| Ban Celtic                                | Celtic Division                                    |
| Ban Trung Quốc                            | China Division                                     |
| Ban tiếng Hà Lan và Đức ngữ               | Dutch- and German-speaking Division                |
| Ban Trung Đông và Đông Nam châu Âu        | East Central and South-East Europe Division        |
| Ban Đông Âu, Bắc và Trung Á               | Eastern Europe, Northern and Central Asia Division |
| Ban Đông Địa Trung Hải (trừ tiếng Ả Rập)  | East Mediterranean Division (other than Arabic)    |
| Ban Pháp ngữ                              | French-speaking Division                           |
| Ban Ấn Độ                                 | India Division                                     |
| Ban Mỹ La-tinh                            | Latin America Division                             |
| Ban Norden                                | Norden Division                                    |
| Ban Tây Nam Thái Bình Dương               | Pacific South-West Division                        |
| Ban nói tiếng Bồ Đào Nha                  | Portuguese-speaking Division                       |
| Ban Romano-Hellenic                       | Romano-Hellenic Division                           |
| Ban Vương quốc Anh                        | United Kingdom Division                            |
| Ban Mỹ/Canada                             | USA/Canada Division                                |

Nhiều nhóm công tác đã được thành lập để theo dõi các chủ đề và các vấn đề liên ban. Ngoài ra, UNGEGN có Nhóm đặc nhiệm cho châu Phi, và phối hợp công việc của các nước trong việc phát triển Hướng dẫn Địa danh học của họ. Hiện thời có 10 nhóm.
| Nhóm                                               | Tên tiếng Anh                                            |
| -------------------------------------------------- | -------------------------------------------------------- |
| Nhóm công tác về Tên Quốc gia                      | Working Group on Country Names                           |
| Nhóm công tác về Toponymic Data Files và Gazetteer | Working Group on Toponymic Data Files and Gazetteers     |
| Nhóm công tác về ngữ học địa danh                  | Working Group on Toponymic Terminology                   |
| Nhóm công tác về Công chúng và tài trợ             | Working Group on Publicity and Funding                   |
| Nhóm công tác về các hệ thống Latin hóa            | Working Group on Romanization Systems                    |
| Nhóm công tác về khóa học đào tạo về phép địa danh | Working Group on Training Courses in Toponymy            |
| Nhóm công tác về đánh giá và thực hiện             | Working Group on Evaluation and Implementation           |
| Nhóm công tác về Exonyms                           | Working Group on Exonyms                                 |
| Nhóm công tác về phát âm                           | Working Group on Pronunciation                           |
| Nhóm công tác về tên gọi địa lý là di sản văn hóa  | Working Group on Geographical Names as Cultural Heritage |

## Chỉ dẫn
1. ↑  Dẫu vậy các quốc gia như Lào,... vẫn dùng phiên âm tên riêng theo truyền thống mang phong cách Pháp có từ thời Pháp thuộc, ví dụ tên tỉnh Khăm Muộn được viết là Khammouane.